# Skånes historie
Skåne omtales første gang på skrift i sammenhæng med fredsaftalen mellem danerne og Karl den store i 811. Med i danernes følge var Osfrid af Skåne (Osfrid de Sconaowe), som var Skånes hersker på den tid, men underlagt den danske kong Hemming. Næste gang Skåne omtales er i sammenhæng med handelsmanden Wulfstans rejse langs med sydkysten af Østersøen ca. 870. Han oplyser, at han rejste fra Hedeby til Truso ved floden Vistula på 7 dage og først havde "Vendland" til højre og Langeland, Lolland, Falster og Skåne til venstre og at "alle disse lande hører til Danmark". I den sidste halvdel af det 10. århundrede findes Skåne omtalt i de islandske skrifter, men de blev ikke nedskrevet før end år 1100, og derfor har materialet mangler set i en kildekritisk sammenhæng. Tidvis finder man kongelister fra Skåne, som omtaler en lang række konger fra ældre tider, men de er for flertallets vedkommende sagnkonger, der omtales i Middelalderen, og som sådan ved vi ikke, om de er rene fantasiprodukter eller om nogle af dem har eksisteret i virkeligheden.
Ved den arkæologiske afsløring af det rige fortidssamfund, Uppåkra, lige syd for Lund kan man nu med stor sandsynlighed påstå, at et af Skånes største jernalderscentrer fandtes netop på dette sted. Bebyggelsen har eksisteret fra ca. år 100 til slutningen af det 10. århundrede. På stedet har der stået et hedensk tempel.

## Vikingetiden
Skåne blev erobret under den danske konge, Harald Blåtand, sandsynligvis i den sidste halvdel af 970'erne. På grundlag af spredningen af runesten lige netop i slutningen af 900-tallet kan man konstatere, at det var Øresundskysten og Skånes sydkyst, som kom under Haralds magt.
Kysterne i det sydøstlige Skåne har tilsyneladende haft andre influenser i en del af vikingetiden som måske skulle kunne pege på indflydelse nordfra. Et muligt tegn på dette er, at gravene i området opviser større ligheder med gravskikken i Blekinge end med den i det sydlige og vestre Skåne, hvor jordfæstegrave dominerer til forskel for førstnævnte hvor brandgrave er mest almindeligt. Tilhængerne af den her teori mener at Blekinge havde været underlagt sveerne i dele af perioden. Et andet tegn på mulige kontakter med sveerne er to runestene ved Simris i Skåne, der er af en stil som normalt findes i det område som langt senere blev til Sverige. Disse runesten sættes imidlertid ikke i direkte forbindelse med en kongemagt, som runestenene i jellingestil. De opfattes i stedet at have markeret kristen tro hos dem, der rejste dem.
Harald Blåtand indførte den kristne religion i Skåne. Ved at anlægge såkaldte trelleborge, store ringborge til garnisoner af soldater, fastholdt han magten i dele af landskabet. Det er typisk for disse ringborge, at man opførte en kristen kirke lige udenfor den ene af portene, sikkert indviet til Skt. Clemens. Trelleborge er med sikkerhed påvist i Trelleborg og i Borgeby tæt ved Løddekøpinge, men de fandtes med stor sandsynlighed også i Lund og Helsingborg.
Svend Estridsen havde magten i Skåne fra midten af det 11. århundrede. Kongens far, Ulf Jarl, havde været en skånsk jarl, som blev myrdet af den tidligere konge, og han ejede måske et stort antal gårde i Skåne lige som moderen, Estrid, der overdrog "50 bol" i Gønge til domkirken i Roskilde. Selv overlod Sven kongelig ejendom til kirken i Dalby. I 1060 indstiftede Sven Estridsen nye bispedømmer i Danmark, og i Skåne blev det både Lund og det nærliggende Dalby, der fik denne position. I Lund blev Henrik, som tidligere havde været biskop på Orkneyøerne, indsat som biskop, og i Dalby blev Egino biskop. Han var bispeviet af ærkebiskoppen i Hamburg. Egino kan karakteriseres som missionsbiskop, og han deltog i flere korstog i Sverige. I 1066 døde biskop Henrik, og Egino blev forflyttet til Lund, samtidigt med at Dalbystiftet blev nedlagt.
Sven Estridsen indledte opførelsen af en stenkirke i Lund og én i Dalby. Kongen var fast knyttet til Dalby, hvor der fandtes en stor kongsgård. Den blev stedet for det kloster, som snart anlagdes i byen. I Necrologicum Lundense kan man læse, at Sven, "den mest kristelige konge", byggede Dalby kirke, og testamenterede 2½ gård til den. Adam af Bremen skrev ca. 1070: "Skåne, den smukkeste provins i Danmark. Landet er godt udstyret med mænd, frugtbart og rigt på handelsvarer, og det er fuldt af kirker. Skåne er to gange så stort som Sjælland – det har nemlig 300 kirker." Omkring 1080 blev kirken i Lund erstattet af en ny i sten samtidigt med, at man begyndte at bygge krypten under den nuværende domkirke. I 1103 udskilte paven Norden fra ærkebispedømmet Hamburg-Bremen. Den første ærkebiskop i Lund blev Asser, der blev bispeviet 1104. Dette betydningsfulde årstal, hvor den vesteuropæiske kultur blev etableret i Norden i form af den mægtige kirke, danner derfor en passende grænse mellem vikingetiden og Middelalderen i Skandinavien.
Skånes inddeling i herreder skete åbenbart inden år 1085, idet to herreder (Gärds og Göinge) findes omtalt i Knud den Helliges gavebrev fra dette år.

## Middelalderen
Mordet på Knud Lavard affødte en borgerkrig, der kulminerede med slaget ved Fodevig i 1134. Derefter blev sejrherren Erik Emune hyldet som konge i Lund. Hans turbulente regime vare dog kun til 1137. Selvom Eskil havde været skyld i mange af kongens besværligheder, endte han alligevel som ærkebiskop i Lund samme år. Harald Kesjas eneste overlevende søn, Oluf, meldte sig nu på scenen, og det lykkedes ham at blive valgt til konge over Skånelandene, idet han fordrev ærkebiskop Eskil, og først i 1143 lykkedes det Erik Lam at få bugt med Oluf og genindsætte Eskil.
Derefter kom en lang periode med kamp om kongemagten mellem Svend Grathe, Knud og Valdemar. Den endte med, at Valdemar den Store blev enekonge i 1157. I 1177 overtog Absalon ærkebispesædet efter Eskil, der drog i kloster i Frankrig. Absalon, og ikke mindst hans nye skatter, der blandt andet skulle finansiere hans store byggeplaner i Ringsted, Roskilde og Havn, var gnisten, der satte gang i et oprør, og han måtte flygte til Sjælland. 1181 knuste han oprøret med hjælp fra Valdemar. Efter Valdemars død var det reelt Absalon, der regerede Skåne og resten af landet frem til sin død i 1201. Absalon blev efterfulgt af endnu en legendarisk ærkebiskop, nemlig Anders Sunesen. Valdemar 2. Sejr blev kronet 1202 i Lund, og Skånske Lov blev udarbejdet (den indeholder blandt andet noderne til Danmarks vel nok ældste sang "Drømte mig en drøm i nat"), gældende for Skåne, Halland, Blekinge og Bornholm. Lund Stift var i de følgende år base for kongens korstog i de baltiske lande med bisp Anders Sunesen som en af de ledende kræfter, som i slaget ved Lyndanise 1219.

### Kirken
I den første kristne periode gik kongemagten og kirken hånd i hånd. Det var blandt kirkens mænd i højere positioner, at kongen fandt personale med en god uddannelse, som kunne læse og skrive og samtidig var sønner hentet fra herremandsstanden. Kongen behøvede den slags folk i sit administrationsapparat, når skatter og andre indtægter skulle bogføres.
I tiden fra slutningen af det 11. og frem til begyndelsen af det 12. århundrede begyndte man at bygge med sten. Den først og fremmest kirkelige byggevirksomhed i sten har været kolossalt omfattende. Næsten samtlige af Skånes sognekirker af træ blev i denne periode udskiftet med stenbygninger. Skåne fik som ærkebispestift over hele Norden på denne måde en markering af den kirkelige overhøjhed også ude i landområderne. Der kendes flere forskellige stenmestre fra det 12. århundrede.
Det 12. århundrede var også tiden for de store klosterbyggerier i Skåne. Ærkebiskop Eskil i Lund var her den drivende kraft. En mængde forskellige munkeordner slog sig ned rundt omkring i landskabet:
- Augustinerne i Dalby,
- Præmonstratenserne i Lund, i byen Tommarp nær det nuværende Simrishamn og i byen Væ syd for Kristianstad,[5]
- Cistercienserne ved Herrevad
- Benediktinerna i Lund og på Bosjøkloster.

En hel del af de skånske kalkmaleres værker kan opleves i bevarede, middelalderlige kirker. Særligt i det 15. århundrede blev kirkernes indre trætræloft erstattet af teglstensteglstenshvælvinger. Behovet for at udsmykke dem blev således stort efter en relativt kort periode.

### Byerne
De ældste af de skånske byer er Lund, Væ, Helsingborg og Tommerup. Lund blev anlagt i 980 af Harald Blåtand nær ved det sted, hvor den hedenske kultplads ved Uppåkra havde ligget. I stedet opbyggede man en ny by eller et bylignende samfund nord for Høje å. Her anlagde kongen sandsynligvis en af sine ”trelleborge”, garnisonsforlægninger. På samme måde har kongen muligvis anlagt en trelleborg i Helsingborg. Stednavnet med efterleddet ”borg” omtales nemlig allerede år 1085, og den eneste borgtype, som man kender i Danmark tidligere end dette årstal er Haralds ”trelleborge”.
Andre tidlige byer i Skåne er mod vest Lomme nord for Malmø og i den østlige del Åhus. Under påvirkningen fra det 13. århundredes stadigt mere intensive handel med Hansestæderne opstår der et antal kystbyer. Skanør etableres som by og handelsplads for sildeeksporten ca. år 1200. Trelleborg bliver by allerede i begyndelser af det 13. århundrede. Ysted og Malmø omtales fra midten af århundredet. Navnet ”Malmø” kan med rimelig sandsynlighed knyttes til den by i Skåne, der havde en borg på stranden, og som ærkebiskop Jacob Erlandsen ifølge en skriftlig kilde skal have anlagt år 1254. I slutningen af det 13. århundrede må også Falsterbo være opstået på basis af den den rige sildehandel ved Skanør.
I det 15. århundrede anlagde kong Erik af Pommern Landskrona. I det samme århundrede kommer Båstad og Luntertun inde i Skälderviken til som byer, men allerede i 1513 nedlagde man Luntertun på Christian IIs ordre, sådan at den blev erstattet af Engelholm.

### Magtforholdene
Efter en svækkelse i det 15. århundrede voksede kongemagten sig stærkere i løbet af den første del af det 16. århundrede. I Skåne var der i denne periode 16 hovedlen og et antal mindre len. Det var kongen, som udvalgte sine mest pålidelige mænd til lensherrer. Flere af hovedlenene blev forvaltet fra kongeborge. I Middelalderen var Lindholmen øst for Svedala sådan en kongeborg. Andre var Helsingborg og Malmø og fra midten af det 16. århundrede ligeledes Landskrona. Skåninge landsting omfattede Skåne, Blekinge, Bornholm og Øsel. Møderne blev holdt ved bronzealderhøjen Skt. Libers kulle ved Vallkærra. I dag ligger den i parken lige nord for monumentet over slaget ved Lund. Der foretog man også Skånelandets kongehyldninger. Christian IV var den sidste konge som blev hyldet dér.
Den mægtige skånske adel kan spores tilbage til det 12. århundrede. Kongen gav skattefrihed og forleninger til sine betroede mænd, og det skabte man baggrunden for adelsvældet. Skåne udmærkede sig ved en mængde slotte, herregårde og befæstede hovedgårde. Højadelen udskilte sig specielt i løbet af det 15. århundrede, og det sås tydeligt af de vældige slotsanlæg. De tidligste af disse monumenter, de såkaldte faste huse, er Glimmingehus, Ørup nord for Ystad og Bollerup tæt derved samt Lilløhus ved Kristianstad.

## Det 16. århundrede
Borgere og bønder samlede sig i begyndelsen af det 16. århundrede mod den skånske adel, og de fik en beskytter i den liberale konge, Christian II. Til gengæld gik Malmøs borgere i kamp for den danske konge, men i 1523 belejrede en adelshær gennem en lang periode. I 1525 udbrød der et stort bondeoprør i Skåne og Blekinge med den hensigt at genindsætte den landflygtige konge. Mod de oprørske bønder kæmpede den gamle kongens morbror, Frederik I, adelen og tyske lejesoldater. To store nedslagtninger af bønder fandt sted dette år, dels ved Arløv uden for Malmø og dels ved Bunketofta lund ikke langt fra Helsingborg. I årene 1534–1536 indledte og udkæmpede Malmø sammen med København og den tyske Hansa en borgerkrig igen for at få genindsat Christian II på Danmarks trone.
Det var på den tid, at de skånske adelsmænd begyndte at befæste deres slotte med runde kanontårne for at værne sig mod bønderne. Et eksempel på sådan et slot er Torup uden for Malmø.

## Det 17. århundrede

### Svenskekrigene
I begyndelsen af århundredet var Skåne et af Danmarks mest blomstrende områder, men i slutningen af århundredet var det svært hærget af voldsomme og brutale krige. Under Kalmarkrigen i årene 1611-1613 blev det nordøstlige Skåne hjemsøgt af den svenske hær. Ordren var, at soldaterne skulle brænde alle gårde ned, hvis de husede fjendens sympatisører, og uden skånsel myrde alle mennesker, som man fandt der. 24 sogne blev ødelagt og byen Væ nedbrændte.
I januar 1644 angreb Gustav Horn Skåne med 11.000 svenske soldater. Helsingborg og Lund overgav sig, Landskrona blev indtaget, mens man begyndte at belejre Malmø. Ved freden i Brømsebro (1645) beholdt Danmark Skåne, men tabte Halland. Denne fred var dog kun en stakket frist. I sommeren 1657 gik svenskerne på ny ind i Skåne. Båstad blev nedbrændt, men ved Ængelholm blev angrebet standset. Om vinteren samme år førte Karl X Gustaf sine tropper over de islagte bælter fra Jylland til Sjælland, og ved freden i Roskilde i 1658 blev Danmark tvunget til at afstå Skåne til Sverige.

### Skånske krig
Det var en selvfølge for den danske regering, at Skåne snart skulle hentes tilbage til Danmark igen. Derfor steg Christian V den 29. juni 1676 i land syd for Helsingborg. Det blev indledningen til en meget langvarig og blodig krig, der skulle plage Skåne frem til 1680. Danskerne havde stor fremgang i begyndelsen: Helsingborg og Landskrona overgav sig og Kristianstad blev indtaget, og Karl XI måtte trække sig tilbage til Sverige. Da han kom tilbage om efteråret, mødtes hærene nord for Lund. Der stod et stort slag den 4. december 1676, og ved afslutningen lå svenskerne tilbage på slagmarken, mens den danske hær kunne trække sig tilbage til Landskrona i god orden. Landskrona skulle derefter blive danskernes vigtigste fæstning under resten af krigen. Efter en indledende succes stod det dog til slut klart, at det danske forsøg var slået fejl.

### Store nordiske krig
Efter det store svenske nederlag ved Poltava under Store Nordiske Krig gjorde man et nyt forsøg. Den skånske befolkning sluttede dog ikke op på Danmarks side på samme måde som tidligere, og efter slaget ved Helsingborg i 1710 måtte Danmark trække sine tropper tilbage fra Skåne. I 1716 samledes en dansk og russisk hær på Sjælland for en planlagt invasion over Øresund, men der opstod uenighed mellem den danske konge og tsaren, fremkaldt af den trussel, at Karl XII personligt befandt sig i Lund på samme tid.
I 1786 sendte man artillerimajor Schell på spionrejse til Skåne og Blekinge for at rekognoscere forud for et eventuelt dansk angreb med baggrund i det spændte svensk-russiske forhold. Endnu under Napoleonkrigen planlagde man i 1808-1809 atter et dansk angreb fra Sjælland mod Skåne, denne gang med hjælp fra franske tropper, der var stationeret på Sjælland.

### Snaphanerne
I det 17. århundrede blev begrebet snaphaner brugt om de regulære, danske tropper i Skåne, men også om nogle irregulære tropper. De langt fleste var soldater i den danske hær, der kæmpede mod den svensk besættelsesmagt. Under den skånske krig var Sven Poulsen en af lederne, og med sine forholdsvis få folk gik han bl.a. til angreb på den svenske hær, da den brød ind over Hallandsåsen i 1657. I foråret 1677 rejste Johan Gyllenstierna rundt i sognene med en stor afdeling svenske soldater for at få den mandlige befolkning til at skrive under på en troskabserklæring til den svenske konge. Man lovede amnesti og truede med alvorlig gengældelse, hvis nogen samarbejdede med snaphanerne.
Svenskerne havde meget brutale henrettelsesmetoder, i særdeleshed for snaphaner: en spidset træpæl blev presset gennem huden ved bagdelen, mellem offerets rygrad og hud og ud ved halsen. Efterfølgende blev søm slået gennem hans hænder ind i pælen over hovedet og en snare blev hængt rundt om halsen (hvis han skulle glide ned). Derpå blev han forladt til en meget langsom og smertefuld død, der kunne tage flere dage. For at ”statuere et eksempel” gav Karl XI i april 1678 ordre til, at Ørkeneds sogn, som var et af de mest vedvarende tilholdssteder for snaphaner, skulle nedbrændes, og at alle våbenføre mænd skulle henrettes. Befolkningen nåede for størstedelen at bringe sig i sikkerhed, men nogle blev dræbt, gårdene blev nedbrændt og markerne hærget.

### Forsvenskningen af Skåne
Det gjaldt for den svenske administration om at få skåningerne til at blive svensksindede. Den 16. april 1658 samlede man derfor repræsentanter for Skånes, Blekinges og Hallands adel, borgere, præsteskab og bønder til en edsafsigelse på Malmø rådhus. På et givet tegn måtte repræsentanterne falde på knæ og love deres nye konge troskab. Eden blev afgivet under det særegne forhold, at Karl X Gustaf ikke selv var tilstede, men blev repræsenteret af en tom stol omgivet af svenske soldater.
I 1662 holdt man en såkaldt landdag i Malmø, hvor skåningerne måtte acceptere nye skatter og forordninger, som helt adskilte sig fra dansk lov. Accisen (”Lilla tullen”) var sådan et påfund, som gik ud på, at alle varer, som blev indført i byerne, skulle belægges med told, præcist som det foregik i alle svenske byer. I hvert bystyre skulle der desuden findes mindst to svenskfødte personer blandt rådmændene. På samme måde som i det øvrige Sverige blev byerne opdelt i stapelbyer og uppbyer. Under Karl X Gustaf blev der indført told på al eksport og import til Danmark, i håbet om at skære båndene over Øresund. Skånske bønder og købmænd måtte derfor henvende sig til resten af Sverige for at sælge og købe varer, hvilket blev mødt med stærk kritik. Kort efter dens indførelse afskaffede kongen derfor tolden. Mange svenskere tilltvang sig også borgmesterpladser, men omvendt fik indbyggerne i Skåne repræsentation i den svenske riksdag, til forskel fra andre erobrede områder under den svenske stormagtstid. Det største forsvenskningsinitiativ var grundlæggelsen af Lunds Universitet, som blev indviet i 1668 for at erstatte Københavns Universitet, hvor unge fra Skåne havde fået forbud mod at studere efter 1658. Lunds Universitets vigtigste formål var at uddanne svensktalende præster, og dermed støtte forsvenskningen, samt at tiltrække svenskere fra resten af landet til at flytte til og studere i Skåne.
Allerede da Karl X gik i land i Helsingborg i 1658, mødte han biskop Peder Winstrup fra Lund ude på broen. Biskoppen blev en drivende kraft bag oprettelsen af Lunds universitet som en svensk modvægt mod Københavns universitet. I 1666 kunne universitetet indvies under navnet ”Regia Academia Carolina”. Den officielle indvielse fandt sted i januar 1668.
Forsvenskningen af Skåne blev fortsat efter den store nordiske krig med stor nidkærhed. Karl XI indførte svensk kirkesprog, og den svenske kirkelov fra 1686 kom til at få gyldighed også for de erobrede landskaber i Skåne, Blekinge og Halland. Det medførte, at svenske præster spredte svensk propaganda fra prædikestolene. Svenskerne var meget nidkære i sin forsøg til at omnationalisere skåningerne. I de 20 år efter Roskildefreden mindskede Skånelandenes indbyggertal med 40 % og mange skåninger flyttede til Danmark.

## Det 18. århundrede
Størstedelen af det 18. århundrede blev en hård tid for Skåne, og det varede længe, før landet kunne rette sig økonomisk og demografisk. Den svenske centralmagt forstærkede holdepunkterne i Landskrona og Kristianstad, men det blev først i sammenhæng med Napoleonkrigen at der kom gang i et opsving for de skånske havnebyer, som kunne leve højt på et succesrigt smugleri mellem kontinentet og England i brud på Kontinentalspærringen. På samme tid indledte Rutger Macklean sine jordbrugsreformer, noget som skulle føre til omfattende stigninger i produktionen og betydningsfulde social-økonomiske virkninger på det skånske landbrug.

## Det 19. århundrede
1800-talet blev et markant opsving for Skånes vedkommende. Kontakterne med Danmark blev forenklet efter midten af århundredet, hvor de sidste begrænsninger blev fjernet. Industrialiseringen fik et tidligt fodfæste i Malmø, som blev en socialistisk bastion i Sverige. Befolkningstallet øgedes og nye industrier blev grundlagt med dansk og svensk kapital. Malmø blev endestation for den sydlige gren af den svenske længdebane, og det begunstigede trafikudviklingen i Skåne.

## Det 20. århundrede
Skåne gennemgik på den tid en stor befolkningsudvikling og -forskydning. Industribyerne i det vestlige og sydlige Skåne og universitetsbyen Lund fik et kraftigt stigende befolkningstal, mens det nordlige og østlige Skåne stagnerede i sammenligning dermed. I sammenligning med det 18. århundrede, da omtrent lige mange boede i Malmøhus og Kristianstads len, var forholdet ca. 3:1 ved lenssammenlægningen i 1998. Helsingborg, Landskrona, Esløv, Malmø og Trelleborg blev førende industribyer med gummiindustrier (Helsingborg og Trelleborg), værfter (Landskrona og Malmø), levnedsmiddelforarbejdning (Helsingborg og Esløv), tekstilindustrier (Landskrona, Esløv, Malmø). Desuden havde de alle med undtagelse af Esløv betydningsfulde indtægter af havnedrift. Lund blev begunstiget af, at universitetet voksede: Mens der fandtes ca. 1000 indskrevne studenter ved universitetet i 1900, var antallet over 20 000 i 1970. Byen havde også gavn af, at der voksede højteknologiske industrier frem i tilknytning til universitetet, som f.eks. emballagefirmaet Tetra Pak, dialyseproducenten Gambro m.fl. I Kristianstads len skabtes der flere af de traditionelle virksomheder i lighed med forholdene i det øvrige Sverige. Her kan nævnes Klippan og Østanå (papirfremstilling), Perstorp (Perstorp AB), Sibbult (Scania) m.fl. Det var egne, der alle har haft en svagere udvikling efter 1970 end de øvrige byer.
Den fremvoksende arbejderbevægelse skabte sociale spændinger: Da et skib med britiske strejkebrydere blev sprængt i Malmø i 1908 (Amaltheaangrebet), var det noget man lagde mærke til i udlandet på grund af de dødsdomme, som gerningsmændene blev idømt (dommene blev senere forvandlet til fængselsstraffe). På samme måde tiltrak Møllevångsspetaklerne i 1926 megen opmærksomhed i en tid, hvor Sverige også som helhed var kendetegnet af store arbejdsmarkedskonflikter.
Den tidligere påbegyndte forsvenskningsproces nåede på denne tid sit højdepunkt. Efter, at den almindelige folkeskole indførtes i 1846, blev de skånske børn stærkt indoktrinerede til at omfavne den "storsvenske" nationalisme, der fra dette tidspunkt og frem til efterkrigstiden fejede hen over det svenske samfund. Fx i Helsingborg, måtte alle skolebørn hylde Magnus Stenbock, der ville jævne Helsingborg med jorden, og synge sange om at "banka danske gul og blå", selvom det var om deres egne forfædre de sang om. Det er først frem imod 1960-80-erne at disse mere ekstreme forsvensnkningselement helt er forsvundne.

### Krigstiden
Det lykkedes at holde Sverige ude af 2. verdenskrig, og derfor fik Skåne stor betydning for de danskere, som kom i de tyske myndigheders søgelys. Flugtruterne over Øresund fik et godt ry, hjulpet på vej af den fine modtagelse, som flygtningene fik i Sverige. I krigens sidste år gav de svenske myndigheder tilladelse til, at Den Danske Brigade kunne opstilles, bevæbnes og trænes i Skåne, sådan at der ikke opstod et magttomrum i Danmark efter befrielsen.

### Efterkrigstiden
Se bland andet værftskrisen, millionprogrammet, Øresundsbroen og Turning Torso.
Et stort skridt fremad var i begyndelsen af 1990-erne, da Sverige skulle melde sig ind i EU. På dette tidspunkt var der en stærk bevægelse for at genforene Skåne (som da endnu var delt i to län siden Axel Oxenstiernas dage) og skåningerne ønskede sig et eget parlament. Den svenske regering følte sig imidlertid truet af dette og det lykkedes den svenske centralmagt at tilsvine den voksende Skånelandsbevægelse ved at associere den med nazisme og fremmedhad. Dette blev et meget hårdt slag mod bevægelsen, der blev stærkt svækket. Efter, at Øresundsforbindelsen åbnede, er gen-integrationen mellem det nuværende Danmark og det historiske Østdanmark vokset kraftig, men er i de seneste år bremset op, sandsynligvis på grund af genindførte grænsehindringer. Et andet problem er mediernes ensretning, der er indtrådt efter, at Sverige og Danmark er gået over til digitale fjernsynsudsendelser. Som følge heraf er sprogforståelsen over Sundet betydelig mindre i dag, end for 15 år siden. Også indenfor Sveriges nuværende grænser er ensretningen øget, hvorfor mange skånske børn nu netop taler rigssvensk. Endelig har de senest års ID-kontrol ved Københavns Lufthavn og i Helsingør samt grænsekontroller i Helsingborg og i Hyllie medført, at den Nordiske Pasunion i realiteten er opløst og at muligheden for frit at rejse og arbejde på begge sider af Øresund er mindsket kraftigt.

## Skånebilleder
- Skånes oprindelige lensinddeling
- Monument over slaget ved Lund 1678

## Konger af Skåne
Kongerne Halfdan, Gudrød, Ivar og Strut-Harald er kun omtalt i sene kilder og deres historicitet kan betvivles på grund af manglende, relevant kildemateriale.
- Halfdan Snialli (bror til Gudrød (hvorvidt Halfdan selv var konge, står mere uklart))
- Gudrød af Skåne
- Ivar Vidfadme
- Olof den Dristige, hersker (jarl eller konge) ( - 768 - ) [semi-legendarisk][1]
- Osfrid af Skåne, hersker (jarl eller konge) ( - 811 - ) (søn af Olof)[1]
- Bjørn, hersker (jarl eller konge) indtil 964
- Guldharald, 964-970
- Toke Gormsen (1. gang), 971-984
- Bjørn (2. gang), 984
- Toke Gormsen (2. gang), 984-986
- Strut-Harald[8]
- (Svend Estridsen, 1044-1047 - kaldte sig konge af Danmark i denne periode, men havde mest base i Skåne (efterkommer af Bjørn))
- Erik Emune, 1131-1134
- Oluf Haraldsen, 1139/40-1143
- Svend Grathe, 1157
- Harald Skrænk (1182) - tronprætendent
- Magnus Eriksson af Sverige, 1332-1356 & 1359-1360
  - Bengt Algotsson, statholder (vicekonge) 1353-1356/57
- Erik Magnusson af Sverige, 1356-1359

## Jarler af Skåne
- Ulf Torgilsson, død 1026 (oldebarn af Bjørn jarl)